# Hong Gildong
Hong Gildong (hangul: 홍길동, handzsa: 洪吉童, RR: Hong Gildong) a Hong Gildong cson (hangul: 홍길동전, handzsa: 洪吉童傳, RR: Hong Gildong jeon) című, Ho Gjun (Heo Gyun)nak tulajdonított, a 16. század végén vagy 17. század elején keletkezett koreai nyelvű regény fiktív hőse, akit gyakran hasonlítanak a nyugati irodalomból ismert Robin Hoodhoz. A regényt az első, hangul (hangeul)lal írt koreai regényként tartják számon.

## Története
Hong Gildong egy nemesember illegitim gyermekeként született, ami számára azt jelenti, hogy nem viselhet tisztséget, nem lehet apja örököse és kitaszítottként kell élnie. Ezért inkább banditának áll, bandájával a gazdagokat fosztogatja és a szegényeket támogatja. Később külföldre megy és egy Juldo (Yuldo) nevű helyen megalapítja saját országát, ahol mindenki egyenlő.

## Elemzése
A történet három részre oszható. Az első részben a kor társadalmi rendszerének igazságtalanságaival szembesül az olvasó, ahol az alacsony rangú asszonytól született gyerek nemes apját nem szólíthatja apának. A második részben a rendszer ellen lázad a főhős, banditának áll, a harmadikban pedig felépíti saját utópiáját. A mű egyszerre kritizálja a társadalmi rendszert, amely szétszakít családokat, és az államot, mely rablósorsba kényszeríti a parasztokat. Struktúráját tekintve a történet a koreai mítoszokhoz hasonló, de hétköznapi, nem emberfeletti képességekkel rendelkező hőssel. A hangul (hangeul)lal íródott Hong Gildong értelemszerűen nagy sikert aratott a nép körében.
Ho (Heo), akárcsak kora többi nemesi származású írója, nevét nem vállalva írt hasonló regényeket, mivel a konfuciánus eszmények szerint a fikciót az elit réteg megvetette, morálisan lealacsonyítónak tartotta.

## A művészetekben
A történetet számos alkalommal adaptálták vászonra, de képregény is született belőle. 1967-ben egész estés animációs filmet mutattak be Hong Gildong címmel, 1990-től kezdve több videójáték is készült a történetből. 2008-ban a KBS2 csatorna televíziós sorozatot tűzött műsorra, 2010-ben pedig musicalt is színpadra állítottak a népi hősről. Észak-Koreában is készült filmadaptáió, 1986-ban Hong Gildong címmel, a harcművészeti film a japán megszállás idejére helyezi át a történetet.